# Brincken (baltisches Adelsgeschlecht)

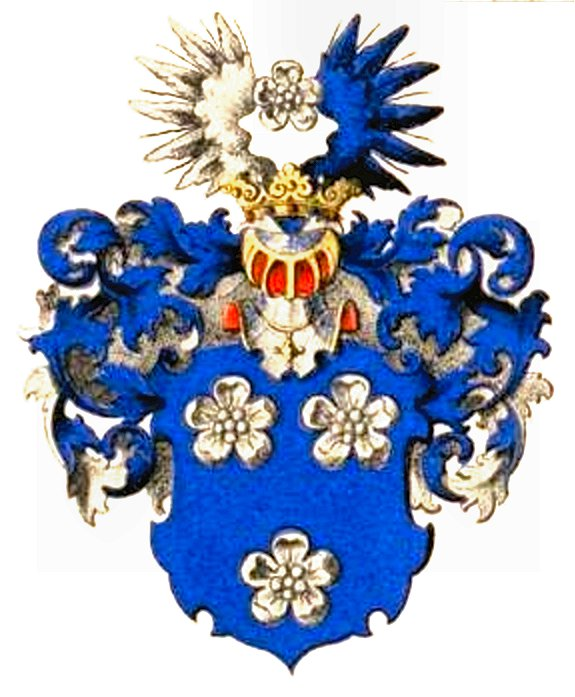
Wappen derer von den Brincken

Brincken, auch Brinken, ist ein ursprünglich aus Westfalen stammendes Adelsgeschlecht, das sich im 15. Jahrhundert in Kurland besitzlich machte und mehrere Landräte stellte.
Ein gleichnamiges, später auch wappengleiches Geschlecht aus dem Bistum Verden wurde im 16. Jahrhundert in Braunschweig sesshaft. Ein agnatischer Zusammenhang – männliche Abstammungslinie – mit den Kurländern ist jedoch nicht erwiesen. Diese Familie wird dem Briefadel zugerechnet, deren Häuser nach 1400 nobilitiert wurden, und so im 20. Jahrhundert entsprechend mit der Stammreihe im B-Gotha publiziert.
Die Familie ist von dem ebenfalls aus Westfalen stammenden Adelsgeschlecht derer von dem Brinck aufgrund unterschiedlicher Wappen zu unterscheiden. Dieser westfälische Zweig des Geschlechts, welcher zuletzt auch in Lippe ansässig war, hat mit Arthur von dem Brinck († 1826) seinen Ausgang gefunden. Der kurländische und andere Zweige der Familie bestehen bis heute fort.

## Geschichte

### Kurland
Wie die überwiegende Mehrheit der alten baltischen Adelsgeschlechter führt sich auch die seit dem 14. Jahrhundert in Alt-Livland ansässige und seit Mitte des 15. Jahrhunderts mit großen Ländereien in Kurland belehnte Familie von den Brincken auf ein gleichnamiges Adelsgeschlecht aus Westfalen zurück. Eine erste Erwähnung der Familie von den Brincken in Westfalen erfolgte 1130 mit Conrad de Brincken, wobei damals und in den nächsten Jahrhunderten die Schreibweise des Namens variierte: de Brinck, von dem Brincke, von den Brincken. Die Westfälische Familie die später auch in der Grafschaft Lippe und in Hessen ansässig wurde, erlosch 1826 mit Arthur Freiherr von dem Brinck.
Eine durchgängige genealogische Verbindung zu den ursprünglich in Westfalen ansässigen Brincken konnte bisher nicht erbracht werden. Dabei wirft das von den kurländischen Brincken geführte Wappen der drei silbernen Rosen auf blauen Schild das größte Problem auf, denn die meisten westfälischen Häuser führten unterschiedliche ‚sprechende‘ Wappen (Brinck heißt Hügel oder Anhöhe): mit drei blauen Bergen auf silbernen Schild (Stammhaus bei Hamm) bzw. drei diagonal gestellten roten Bergen auf blauen Schild (Haus Brincke bei Borgholzhausen).
Das noch heute stehende Wasserschloss Haus Brincke, eines der ältesten Rittersitze im Ravensberger Land, wurde der Überlieferung nach 1231 ursprünglich von den Herren von Brincken auf drei Dünen oder Hügeln errichtet. Ende des 14. Jahrhunderts ging dieser Rittersitz durch Heirat an die Familie von Kerssenbrock über. Weniger beachtet blieb bei den genealogischen Recherchen bisher eine dritte Linie der westfälischen Brincken, die seit dem 12. Jahrhundert auf der Burg Lippspringken (Lippspringe) nahe dem Quell der Lippe saßen und sich zeitweise auch nach dieser Brug nannten; Anfang des 14. Jahrhunderts kam dann die Familie von Westphalen in den Besitz dieser Burg. Aus dieser dritten Linie ging der 1390 urkundlich erwähnte Kriegsheld Friedrich von Brinck hervor. In diesem Zusammenhang sei auch die zeitweise sehr intensiv geführte Familientradierung erwähnt, nach der die westfälische Familie von den Brincken ursprünglich von dem Dynastengeschlecht der Grafen von Holte abstamme, deren Burg nach einer Fehde mit dem Bischof von Osnabrück 1144 zerstört wurde, wonach sich einer aus diesem Geschlecht auf eine Besitzung ins lippische Land zurückgezogen und sich seither Brincken genannt habe.
Söhne aus allen drei westfälischen Stammhäusern tauchen seit dem 14. Jahrhundert auch in Estland und Livland als Vasallen des Königs von Dänemark bzw. des Deutschen Ordens auf. Wie schon in Westfalen variierten unter ihnen sowohl die Schreibweise des Namens in de Brinck, von dem Brincke und von den Brincken und auch die Wappen sind unterschiedlich. Nach der Überlieferung der kurländischen Brincken hatten die aus Lippspringken stammenden von den Brincken seit dem 14. Jahrhundert Besitzungen in der Nähe von Pernau, im nördlichen Livland. Einer aus dieser Familie ist Albertus de Brincken, der 1383 als Commendator von Pernau auftritt und der im Krieg des Deutschen Ordens mit Jogaila Großfürst von Litauen und König von Polen 1387 einen Waffenstillstand aushandelte. Ein anderer war Arnold de Brincken, der 1424 vom rigischen Kapitel zum Papst Martin V. (1417–1431) nach Rom gesandt wurde und der 1435 als rigischer Dompropst mit dem Deutschen Orden einen Vergleich schloss.
Von diesen Brincken, die das Rosenwappen führten, zogen einige im 15. Jahrhundert nach Kurland, wo der Deutsche Orden sowie der Bischof von Kurland durch neue große Belehnungen die Landnahme mit eigenen Vasallen intensivierten. Der Güterbesitz der Familie von den Brincken in Kurland geht auf zwei große Belehnungen des Deutschen Ordens aus den Jahren 1461 (I. Wensau) und 1462 (II. Sessilen) an Johann von den Brincken sowie zwei weitere große Belehnungen aus dem Jahre 1501 (III: Scheden, Wormen, Nitten) und 1505 (IV. Seppen-Diesdorff) an Martin von den Brincken zurück. Ein fünftes Stammgut mit den Gütern (V) Perbohnen und Wallaten stellt wohl eine Eigenerwerbung dar, die von Seppen aus erfolgte.
Alle bisherigen Genealogien gehen davon aus, dass die ersten beiden großen Belehnungen durch den Ordensmeister von Livland Johann von Mengede gen. Osthoff an Johann von den Brincken am 9. September 1461 mit (I) Wensau im Kirchspiel Windau und am 5. Juli 1462 mit (II) Sessilen und Zezern im Kirchspiel Frauenburg an ein und dieselbe Person erfolgte. Dabei wurde unberücksichtigt gelassen, dass die beiden Lehngebiete fast 100 km auseinanderliegen und dass die spärlich erhaltenen Aufzeichnungen, dieser beiden ältesten Stammlinien, die sich von Anfang an in einer gewissen Konkurrenz zueinander sahen, es nahelegen, dass es sich um zwei Vettern Johann von den Brincken handelt, von denen der eine ⚭ mit Elisabeth von Schettern mit (I) Wensau belehnt wurde und der andere ⚭ mit Styne tor Deerhorst aus Pernau (II) Sessilen zum Lehen erhielt. Dieser zweite Johann von den Brincken, „der ehrbare und wohltüchtige Johan Brynke, unser lieber Besonderer“, wurde für seine Verdienste im dreizehnjährigen Krieg gegen den König von Polen vom Hochmeister des Deutschen Ordens Ludwig von Erlichshausen in Königsberg am 26. März 1464 als weltlicher Bruder in die Confraternitas des Deutschen Ordens aufgenommen, eine Ehre, die nach ihm nur noch Dionysios von Sacken und Luleff von Fürstenberg zuteilwurde.
Eine ähnliche Verschmelzung zweier Vettern findet bei den nächsten beiden Belehnungen statt. Am 28. Juli 1501 belehnt der Ordensmeister Wolter von Plettenberg den Deutschordensmann Martin von den Brincken mit (III) Wormen, Scheden und Nitten und vier Jahre später am 3. März 1505 der Bischof Heinrich II. von Kurland zu Pilten seinen bischöflichen Lehnsmann Martin von den Brincken, den späteren Stiftsvogt des Bistums Kurland, mit (IV) Seppen und Diensdorff. Hier wurden jedoch nicht nur Namensvettern zweier unterschiedlicher Stammhäuser zu einer Person zusammengezogen, sondern diese auch noch mit einem Enkel des zweiten identifiziert, der ebenfalls Martin von den Brincken hieß und rund 60 Jahre später Hauptmann zu Amboten und Rat von Herzog Magnus von Dänemark, (evang.) Fürstbischof von Kurland zu Pilten (1560–1587) war. Die beiden ursprünglichen Stammlinien – Wensau und Sessilen – stritten seit dem 17. Jahrhundert um die genealogische Einordnung des angeblich einen Martin – wie auch um einige weitere zu Amt und Würden gekommenen Mitgliedern der Familie mit den häufig vorkommenden Vornamen Heinrich und Johann –, um so die jeweils andere Linie als unbedeutende Nebenlinie zu isolieren. Erst durch die im Historischen Staatsarchiv Lettlands aufbewahrten Aufzeichnungen aus den Briefladen der verschiedenen Stammgüter kann belegt werden, dass es sich hierbei um drei verschiedene Personen mit dem gleichen Vornamen Martin handelt.

### Erbfolge in den fünf Stammgütern
Die ersten fünf Generationen, nur die Erbherren und ihre Ehefrauen ohne Geschwister:
I. Wensau (1461) und III. Wormen – Scheden – Nitten (1501)
1. I. Johann von den Brincken, Vasall des Deutschen Ordens, 9. Oktober 1461 belehnt von Ordensmeister Johann von Mengede gen. Osthoff (ergänzt 1462 und 1465) mit Ländereien um Wensau im Kreis Windau; ⚭ Elisabeth von Schettern
  1. Johann von den Brincken, Vasall des Deutschen Ordens, urkl. 1471, 1482 Deputierter aus Kurland auf dem Landtag des Deutschen Ordens zu Waimel in Livland; ⚭ Christina
    1. Martin (Merten) von den Brincken, kauft Wormen-Scheden-Nitten 28. November 1500 und wird am 26. Juni 1501 von Ordensmeister Wolter von Plettenberg mit diesen Ländereien belehnt. Er vererbt die Güter seinem Neffen Kersten von den Brincken
    2. Johann von den Brincken, urkl. 1519 (wird Mitte 1550 als Vorbesitzer von Wensau genannt);⚭ NN von Buttlar
      1. I.1 Heinrich von den Brincken, urkl. 1527–1559, auf Wensau, Erneuerung der Belehnung von 1461 ausgestellt 1531 von Ordensmeister Wolter von Plettenberg
        1. Hermann von den Brincken, urkl. 1556–59, auf Wensau, Paddern, Nitten

      2. I.2 (= III.) Kersten von den Brincken, auf Wormen, Scheden, Nitten (1520 von seinem Onkel Martin von den Brincken übernommen); ⚭ Elisabeth von Sacken, Tochter von Johann v. S. u. NN von Dühren
        1. Heinrich von den Brincken, auf Wormen, Nitten u. Paddern; 1532 Evang. Glaubenserklärung; Bevollmächtigter des Herzogs Gotthard von Kettler 1568 und 1587; ⚭ Elisabeth von Hastfer, Tochter von Heinrich v. H. und NN von Vietinghoff
          1. Ludolph von den Brincken, * 1572, † 1624, auf Schlossberg bei Goldingen, vertritt 1620 die ganze Familie vor der Kurländischen Ritterschaft, (Immatrikulation in der Ritterbank I. Kl., Nr. 40)

II Sessilen – Zezern (1462), IV Seppen – Diensdorff (1505) und V. Perbohnen – Wallaten (1520)
1. II. Johann von den Brincken, urkl. 1454–1483; um 1455 vom Deutschen Orden nach Westfalen gesandt, um Unterstützung für den Krieg gegen Polen zu holen; 26. März 1464 ehrenvoll als weltl. Bruder aufgenommen in die Confraternität des Deutschen Ordens; 5. Juli 1462 von Ordensmeister Johann von Mengede gen. Osthoff mit dem Wildnisgebiet Sessilen bei Frauenburg belehnt; ⚭ Styne van den tor Deernhorst, Tochter von Heinrich tor Deernhorst aus Holland, † vor 29. Januar 1467 in Pernau
  1. Heinrich von den Brincken, erwirbt Seppen 1490, um 1500 belehnt mit Zezern; ⚭ Catharina von der Recke
    1. Martin von den Brincken, auf Seppen und Diensdorff (1505 belehnt durch Bischof Heinrich II.), Probst u. Oeconomus, 1506 Stiftsvogt des Bistums Kurland; ⚭ Anna von Lambsdorff
      1. II.1. Heinrich von den Brincken, der Ältere, urkl. 1528, auf Sesillen, Zezern und Wallaten; ⚭ Margarethe von Keyserlingk, Tochter von Heinrich v. K. u. Margaretha von Grotthuss
        1. Heinrich von den Brincken, der Jüngere, urkl. 1606 und 1632; auf Sessilen, Zezern u. Wallaten, Ohauptm. zu Goldingen; ⚭ Elisabeth von Stromberg, urkl. 1632, Tochter von Christian v. St. und Anna Nolde

      2. II.2. (= IV.) Ewald von den Brincken, Kammerherr, Hauptmann zu Amboten; auf Seppen und Diensdorff; ⚭ Anna Dorothea Elisabeth von Sacken, Tochter von (Ewald) Hermann v. S. und Elisabeth von den Brincken
        1. Martin von den Brincken, Hauptm. zu Amboten 1559, Rat des Herzogs Magnus von Holstein Bischof von Kurland (1560–1583) und König von Livland (1570–1577), 1578 erneut belehnt mit Seppen; ⚭ NN von Kanitz

      3. II.3. (= V.) Johann von den Brincken, urkl. 1528–1566; auf Perbohnen und Wallaten (1520); ⚭ Agatha von Franck, Tochter von Ewald v. F. und Dorothee von Carlowitz
        1. Magnus von den Brincken, Pilt. Landrat; auf Perbohnen und Wallaten.

Als der letzte Landmeister des Deutsch Ordens in Livland Gotthard Kettler sich 1561 in der Union von Wilna vom König von Polen und Litauen zum lehnsabhängigen Herzog von Kurland und Semgallen erheben ließ, wurde den kurländischen Adelsfamilien als „liber baro“ die freie Religionsausübung gemäß dem Augsburgischen Bekenntnis, der Fortbestand des deutschen Rechts und der deutschen Sprache sowie das Indigenat, die Selbstverwaltung der Ritterschaft verbrieft, damit gingen auch die Lehngüter ganz in die Verfügungsgewalt der Familien über. Bei der Errichtung der kurländischen Ritterbank erreichte Ludolph von den Brincken nach Vorlage entsprechender Dokumente am 17. Oktober 1620 für alle Zweige der Familie die Martikulation in die 1. Klasse (Nr. 40). Durch russischen Senatsukas (Nr. 2823) erhielt die Gesamtfamilie am 3. März 1862 die Anerkennung der Berechtigung zur Führung des Baronstitels. Aus allen Zweigen des Geschlechts nahmen Mitglieder hohe Positionen in der Selbstverwaltung der Kurländischen Ritterschaft oder als Offiziere und Würdenträger des Bischofs von Kurland sowie des Herzogs von Kurland wahr, später auch des Königs von Polen und ab dem 19. Jahrhundert auch des Zaren von Russland.
In den nordischen Kriegen des 16. bis 18. Jahrhunderts zwischen Schweden, Russland und Polen sowie im Napoleonischen Krieg gab es viele Opfer zu beklagen. Den schlimmsten Aderlass für die kurländische Familie von den Brincken stellte jedoch der Erste Weltkrieg und die Russische Revolution dar. Nur wenige Zweige überlebten diesen Einschnitt in Deutschland, Russland und Polen bis in die zweite Hälfte des 20. Jahrhunderts hinein. Von den fünf Stammgütern bleiben (IV) Seppen und Diensdorff bis 1687 durch sieben Generationen im Familienbesitz, (I) Wensau bis 1711 durch 10 Generationen, (III) Wormen - Scheden - Nitten geht 1652 in der 8. Generation durch Heirat in die Stammlinie (V) Perbohnen und Wallaten über: Nachdem der letzte Erbherr von (V) Perbohnen (Wormen neu), der kaiserlich russische Obrist Carl Adam Eberhard von den Brincken (1780–1831) 1829 Wormen verkauft, lässt er sich mit seiner Familie ganz im Inneren von Russland nieder, wo diese Stammlinie bis heute blüht. In Kurland verbleiben danach nur noch Nachkommen der Stammlinie Sessilen und Zezern. Zwar geht auch das letzte Stammgut durch den erblosen Tod des letzten Erbherrn Heinrich Ernst Baron von den Brincken 1878 verloren, aber schon seit der VI. Generationen haben Söhne dieser Linie durch Zukauf und Heirat neue Güter erworben und dadurch neue Äste und Zweige gebildet, so beispielsweise 1762 Heinrich Benedict von den Brincken das Haus Schödern, Söhne aus dieser Linie waren in Kurland noch bis ins 20. Jahrhundert hinein bis zur Enteignung des Großgrundbesitzes nach Gründung des Staates Lettland 1920 besitzlich. Eine letzte Tochter dieser Linie ist die deutsch-baltische Schriftstellerin Gertrud von den Brincken (1892–1982).
Bereits am 20. Januar 1780 wurde ausgehend von der Stammlinie Sessilen die Familienstiftung Brinck-Pedwahlen gegründet, in die alle damals noch lebenden Familienzweige mit eingebunden werden. Angesichts der Zunahme der Verarmung einiger Familienmitglieder und der Häufung von Erbkrankheiten sowie um Töchtern der Familie eine standesgemäße Mitgift oder Altersversorgung zu ermöglichen und Söhnen der Familie ein Studium, sollte immer ein Familienvater von den Brincken als Stifskurator gewählt werden, der mit seiner Familie das Stiftsgut Brinck-Pedwahlen führt und den Mehrerlös an in Bedrängnis geratene Familienmitglieder ausschüttet. Das Stiftsgut Brinck-Pedwahlen bestand bis zur Enteignung nach der Staatsgründung von Lettland 1920 und wurde dann als Restgut mit 50 ha von Lionel Nicolai Baron von den Brincken, dem letzten Stiftskurator, bis zu dessen Tod 1931 bzw. bis zur Umsiedlung seiner Familie 1939 fortgeführt.
In allen Jahrhunderten hat es Rückwanderungen von Mitgliedern der Familie von den Brincken in die deutschen Lande gegeben – zumal sich Zweit- und Drittgeborene in fremden Armeen deutscher Fürsten bzw. der Königen von Dänemark, Frankreich und Portugal verdingten. Sie alle tauchen in Kurland nur dann wieder auf, wenn sie nach dem abgeleisteten Dienst hochdekoriert, wieder zurückkehrten. Mehrere Glieder der Familie, vor allem königlich preußische Offiziere machten sich auch in Preußen sesshaft. Schon vor 1713 erwarb Ernst Johann von den Brincken das Gut Baugskorallen (Baugštininkai) bei Memel. Noch 1767 war der königlich preußische Fähnrich Otto Ernst von den Brincken aus dem Hause Laiden in Kurland im Besitz des Gutes. Der königlich preußische Oberstleutnant Moritz von den Brincken († 1806) besaß bis 1789 Saussienen, weiterhin Dietrichsdorf, Lindenau und Schönwalde. Aus dem Hause Nitten und Wormen besaßen Kasimir von den Brincken († 1805) ab 1773 Mertensdorf und Götzlack und der Major Friedrich von den Brincken († 1753) Langensdorf im Landkreis Preußisch Eylau in seinem letzten Lebensjahr. Den preußischen Zweigen des Geschlechts wird auch der k.u.k. Feldmarschallleutnant und Inhaber des böhmischen Infanterieregiments Nr. 18 Jacob Friedrich von den Brincken († 1791) zugerechnet. Die preußischen Häuser sind sämtlich erloschen. Josef von den Brincken aus Mitau wurde 1805 badischer Forstmeister. Am 16. Juli bzw. am 26. September 1908 erhielt Helene Baronin von den Brincken die sächsische Anerkennung des Freiherrenstandes und wurde in das königlich sächsische Adelsbuch (Nr. 293) eingetragen.
Anders verhält es sich bei einigen dieser Militärauswanderern, die im 18. Jahrhundert als Offiziere in den Dienst der Königlich polnischen Armee und ab dem 19. Jahrhundert in die Kaiserlich russische Armee eintreten. Hier kommt es sehr häufig dazu, dass sie sich in ihren Einsatzgebieten mit Töchtern der dortigen Gutsbesitzerfamilien verheiraten, so dass ihre Kinder ganz in den neuen Heimatländern aufgehen. Nach einigen Generationen bricht der Kontakt ab und diese Familienzweige können nur als verschollen vermerkt werden. Nur der ganz nach Russland gewanderte Familienzweig Perbohnen – Wormen neu, der heute noch in Russland blüht, hält weiterhin Verbindung zur Kurländischen Ritterschaft in Deutschland.

### Braunschweig
Die heute noch in Deutschland lebenden Familien von Brincken und von den Brincken, die seit dem 18. Jahrhundert auch das gleiche Wappen der drei silbernen Rosen auf blauen Grund übernommen haben, führen sich zwar ebenfalls auf die kurländischen Brincken zurück, aber ein agnatischer Zusammenhang konnte bisher nicht nachgewiesen werden. Ihr Stammvater – wobei zwischen den Linien von Brincken und von den Brincken selbst nochmals ein Abstammungsstreit geführt wird – ist der braunschweigische Ratsherr Claus von Brincken (1570–1639), und dieser ist nachweislich nicht identisch mit dem aus der kurländischen Linie III. Wormen (alt) stammenden Nicolaus von den Brincken († 1652), wie vermutet wurde. Der kurländische Nicolaus von den Brincken, Erbherr a. Nitten, war in Kurland zweimal verheiratet, und seine Nachkommen führten das Erbgut Nitten bis zu dessen Verkauf 1664 an ihren Vetter Ernst von den Brincken a.d.H. Perbohnen (Wormen neu) fort. Es ist ganz und gar ausgeschlossen, dass er zwischendurch einige Jahrzehnte in Braunschweig als Ratsherr gewirkt und dort eine weitere Familie begründet haben soll. Der aus dem Bistum Verden zugewanderte Claus von Brincken († 1639) erwarb am 21. Februar 1597 das Bürgerrecht in Braunschweig, wo er später selbst Ratsherr war. Mit ihm beginnt auch die Stammreihe. Der Pastor zu Groß Twülpstedt Ernst Conrad von Brincken († 1757) postulierte eine Stammverwandtschaft mit den kurländischen von den Brincken und adaptierte deren Namensschreibweise und das Wappen, was von seinen Nachfahren fortgeführt wurde. Am 5. Dezember 1823 erfolgte die Bestätigung des Freiherrnstandes für den polnischen Jäger- und Forstmeister Julius von den Brincken (* 1789; † 1846), durch Dekret der Senatsdeputation in Warschau. Dessen jüngerem Bruder, dem braunschweigischen Geheimen Kammerrat und Propst zu Clus und Brunshausen Georg Ludwig Adolf Eduard von den Brincken wurde am 30. Mai 1853 durch den König Friedrich Wilhelm IV. Freiherrenwürde verliehen. Am 20. Dezember 1853 erfolgte die braunschweigische Freiherrenstandsbestätigung. Von 1836 bis 1853 zählte auch Zirke bei Birnbaum im damaligen Großherzogtum Posen zum preußischen Güterbesitz. In der Mitte des 19. Jahrhunderts stellte die Familie einen Major und Landestallmeister in Zirke, respektive in Neustadt/Dosse, sowie einen Regierungsrat in Frankfurt an der Oder.

## Wappen
Das kurländische Stammwappen zeigt in Blau drei (2:1) silberne Rosen. Auf dem Helm mit blau-silbernen Decken steht zwischen einem offenen, links blauen, rechts silbernen Fluge, eine silberne Rose. Das alte Wappen der braunschweigischen von Brincken zeigte im weißen Schild einen Arm mit Weinrebe, dieses wurde erst im 18. Jahrhundert durch das kurländische Wappen ersetzt.

## Angehörige
der kurländische Linien
- Johann von den Brincken (urkundlich 1454–1483), weltlicher Bruder des Deutschen Ordens
- Heinrich Christian von den Brincken (1648–1729), kurländischer Landhofmeister und Oberrat
- Heinrich Benedict von den Brincken (1727–1786), kurländischer Landesdelegierter
- Jacob Friedrich von den Brincken († 1791), k.u.k. Feldmarschallleutnant
- Gertrud von den Brincken (1892–1982), deutsche Lyrikerin und Schriftstellerin

der braunschweigischen Linie
- Wilhelm von Brincken (1586–1642), Obrist während des Dreißigjährigen Krieges, als „der Beregnete“ Mitglied der Fruchtbringenden Gesellschaft
- Johann von Brincken († 1634), Hofkunker bei Otto zur Lippe-Brake, als „der Gerührte“ Mitglied der Fruchtbringenden Gesellschaft
- Johann Dietrich von Brincken (1606–1661), hessischer und holstein-schaumburgischer Rat, Drost zu Schaumburg und Rodenberg, als „der Tötende“ Mitglied der Fruchtbringenden Gesellschaft
- Eustachius von Brincken (1615–1687), Sachsen-Weimarer Geheim- und Kammerrat, sowie Hofmeister, als „der Besondere“ Mitglied der Fruchtbringenden Gesellschaft
- Julius von den Brincken (1789–1846), deutscher Forstmann und Forstwissenschaftler
- Ferdinand von den Brincken (* 1793), Landrat (Krs. Birnbaum), Major, Landstallmeister,[17][18] Schwiegersohn[19][20] d. Friedrich von Motz
- Ernst von den Brincken (1835–1895), deutscher Verwaltungs- und Ministerialbeamter
- Egon von den Brincken (1835–1906), deutscher Diplomat, Wirklicher Geheimer Rat, Kammerherr, Herr auf Schloss Gebesee
- Lothar von den Brincken (1836–1908), Landrat, Geheimer Regierungs-Rat, Gutsherr auf Schloss Gebesee, Rechtsritter des Johanniterordens
- William von Brincken (1881–1946), Kavallerieoffizier, deutschstämmiger Schauspieler in USA, geboren als Wilhelm Ferdinand von den Brincken
- Anna-Dorothee von den Brincken (1932–2021), deutsche Historikerin

## Weitere Literatur
- Kurlands Landbesitz und seine Eigentümer (1912) und Beiträge zu ihrer Genealogie, Hrsg. Kurländische Ritterschaft 1982.
- Kurländischer Güterurkunden, Hrsg. in Kooperation mit Klaus Neitmann (Baltische Historische Kommission), Red.: Daphne Schadewaldt, Edition „Kurländischer Güterurkunden“
- Liv-, Esth- und Curländisches Urkundenbuch, A. I, Bd. 1–12, AII Bd. 1–3, Reval 1853 – Riga/Moscau 1914.
- Percy von Schroeders: Beiträge zur Gütergeschichte Kurlands, I. Teil Semgallen, II. Teil Kurland, Hrsg. Kurländische Ritterschaft, 1981 u. 1983.